# Черрі з льодом
«Вишня з льодом» (англ. Popping Cherry) — третя серія першого сезону американського телесеріалу «Декстер».

## Сюжет
Декстер приходить на похорони Рікі Сіммонса, який працював під прикриттям і був вбитий людьми Карлоса Герреро. Доакс свариться з офіцером МакНамарою — братом Кари, теж поліцейським — той знав про їхні стосунки. 
Декстер ж вибирає наступного злочинця, якого йому доведеться вбити. Це Джеремі Даунс, молодий хлопець, який відсидів за вбивство іншого хлопця. Тоді йому було п'ятнадцять, а жертва була трохи старша за Джеремі. Декстер каже сам собі, що йому потрібно зібрати докази, обвести дату на календарі і чекати. Він дізнається, що Джеремі добре володів ножем, і експерт відзначив, що вбивство було скоєно у стані афекту, але Декстер вважає, що бачив роботу віртуоза, який не зупиниться на цьому і продовжить вбивати. Пізніше він відвідує Риту і дітей, допомагає їм посадити біля паркану лимонне дерево. Рита розповідає, що переїхала до Флориди з Мічигану, де фруктові дерева ростуть в кожному дворі, а тут, у Маямі, жодне не прижилося. У цей момент біля будинку з'являється друг колишнього чоловіка Рити і каже, що той йому заборгував і сказав забрати борг у неї. У Рити немає грошей, і хлопець забирає її машину. 
Тим часом Дебра отримує новий виклик — вбивця на рефрижераторі залишив чергове тіло — на стадіоні під хокейними воротами. Декстер з'являється пізніше, і вигляд трупа, складеного на льоду, захоплює його. Дебра і Енджел запитують, чому він такий задоволений, і Декстер відповідає, що вбивця влаштував своєрідне шоу, залишивши труп в настільки популярному місці. Дебра збирається повернутися на вулицю, де працювала під прикриттям, і розпитати повій, чи хтось з них щось бачив або чув, а може й знав жертву. Декстер йде через ринок і зауважує, що Джеремі купує ніж. Він розмахує ним і ледь не зачіпає Декстера, який перехоплює його руку і настійно радить бути обережнішим. Доакс з'являється в церкві на святі і прилюдно звинувачує Карлоса у вбивстві Рікі і Кари. Той каже дочці, що все це брехня, але церемонія вже зіпсована. Дебра виходить на вулицю і розпитує повій. Вона зізнається, що працює в поліції і насправді її звати Дебра, і вона розслідує вбивства. Дівчата кажуть, що зникла одна з них, яка називала себе Черрі. Востаннє її бачили, коли вона сідала до старої машини з дерев'яною обробкою з боків. ЛаГуерта вважає, що вбивцею міг бути нічний сторож ковзанки, який зник після того, як на льоду з'явився труп. Його звати Тоні Туччі, але Декстер і Дебра єдині, хто не вважають його винним. 
Декстер згадує той час, коли його батько був хворий. Декстер відвідував його в лікарні, і Гаррі сказав йому пам'ятати їхні уроки. Дебра переглядає запис камери спостереження і каже, що їхній вбивця навмисно підставив Тоні. Декстер стежить за Джеремі та іншим хлопцем, які вирушають до парку шукати алігатора. Джеремі збирається вбити хлопця, але Декстер лякає його і наштовхується на алігатора, який опиняється зовсім поруч з ним. Діставшись до машини, Декстер виявляє, що Джеремі розбив вікно і викрав його документи. Він сидить у машині і згадує, як у лікарні батько сказав йому, що медсестра робить хворим смертельні уколи морфію. Вона намагалася вбити і його, і Гаррі каже, що Декстер повинен вбити її. Дебра розповідає свої припущення капітану і каже, що ЛаГуерта не бажає слухати її теорію. Капітан відповідає, що Дебра не повинна діяти в обхід ЛаГуерти. Дебра ходить вулицею, де працювала Черрі, і бачить машину, схожу за описом на ту, що бачили дівчата. Вона підходить ближче і бачить, що в машині сидить літня пара. МакНамара пропонує Доаксу кудись заїхати після роботи, і незабаром вони опиняються перед будинком одного з людей Герреро. Одягнувши клоунські маски, вони збираються влаштувати в будинку погром, але Доаксу це не подобається, і він йде пішки. Декстер вистежує Джеремі, а той каже, що хлопець, якого він вбив, коли йому було п'ятнадцять, зґвалтував його. Тоді Декстер забирає свої документи і залишає Джеремі живим, згадуючи своє перше вбивство — медсестри, яка вбивала в лікарні пацієнтів. Після того, як він її вбив, Гаррі виписують додому. Декстер приїжджає до Рити на кабріолеті, який взяв з поліцейської стоянки, і каже, що вона може їздити на ньому стільки, скільки буде потрібно.